# Nemesis tiburo
Nemesis tiburo är en kräftdjursart som beskrevs av Arthur Sperry Pearse 1952. Nemesis tiburo ingår i släktet Nemesis och familjen Eudactylinidae. Inga underarter finns listade i Catalogue of Life.